# 挪威国防部
挪威国防部（挪威语：Forsvarsdepartement），挪威政府内阁组成部门之一，负责挪威军事事务及管理挪威國防軍。国防部位于奥斯陆市Glacisgata 1号。国防部首脑为国防大臣。现任挪威国防大臣为安娜-格蕾特·斯特罗姆-埃里克森（Anne-Grete Strøm-Erichsen），2012年上任。

## 历任挪威国防大臣
- 安娜-格蕾特·斯特罗姆-埃里克森（Anne-Grete Strøm-Erichsen），2005-2009
- 格蕾特·法雷莫，2009-2011
- 埃斯彭·巴斯·艾德，2011-2012
- 安娜-格蕾特·斯特罗姆-埃里克森（Anne-Grete Strøm-Erichsen），2012-